# Larva (série de televisão)
Larva (também conhecida como As larvas) é uma série de televisão animada coreana por computação gráfica, produzida pela TUBA Entretenimento em Seul, na Coreia do Sul. Este desenho animado têm duas larvas como personagens principais. Larva também faz parte do Disney Channel Asia (Disney Channel da Ásia) e é baseada na série original, transmitida pelo Disney Channel Middle East (Disney Channel do Oriente Médio).

## Produção
Larva foi lançado pela TUBA Entertainment em 2011, com espectadores adultos em mente. Os produtores pretendiam criar um desenho animado que pudesse atrair um público de uma ampla faixa etária. Estreou no canal nacional, KBS e na televisão a cabo com episódios curtos de 90 segundos. A série rapidamente se tornou popular e, em setembro de 2015, foi vendida para mais de 40 países, incluindo o Canal Plus na França, bem como contratos de merchandising ocorrendo em Taiwan, Alemanha, Turquia e Chile, entre outros. Os criadores ganharam 1 milhão de won em royalties nos primeiros três meses de lançamento de mercadorias relacionadas, incluindo brinquedos e produtos de papelaria. Em 2018, a Netflix adquiriu os direitos da franquia e anunciou que continuaria a série então cancelada com Larva Island. Em fevereiro de 2019, foi anunciado que Larva Island foi renovada para uma segunda e última temporada. Em 2023, foi anunciado que a TUBAn e a Astro-Nomical produzirão um longa-metragem Larva com roteiro escrito por Erica Rivinoja.

## Recepção
Emily Ashby da organização Common Sense Media classificou Larva com três estrelas. Ela elogiou o show por mostrar a perspectiva de Vermelho e Amarelo, afirmando "porque os personagens são do tamanho de vermes, tudo ao redor deles é maior que a vida, e essa perspectiva é sempre divertida de ver em ação." Issac Butler da Slate descreveu Larva como "o show mais assustador da Netflix" e zombou de seu humor excessivo de banheiro em um artigo irônico. Ivan Lin da Asia First Media reconheceu as contribuições inovadoras dos personagens em vídeos educacionais.